# Molophilus (Molophilus) paucispinus
Molophilus (Molophilus) paucispinus is een tweevleugelige uit de familie steltmuggen (Limoniidae). De soort komt voor in het Palearctisch gebied.